# Sherlock Holmes Baffled
Sherlock Holmes Baffled, traducido literalmente como «Sherlock Holmes perplejo», es un cortometraje mudo estadounidense dirigido por Arthur Marvin en 1900 y registrado oficialmente en 1903. Es la primera película conocida que presenta al personaje del detective Sherlock Holmes, de Arthur Conan Doyle, aunque en una forma diferente a la de encarnaciones posteriores en la pantalla. La inclusión del personaje también la convierte en la primera película de detectives grabada. En la película, un ladrón que puede aparecer y desaparecer a voluntad roba una serie de objetos a Holmes y todos los esfuerzos del detective por capturarlo fracasan.
Originalmente producido para máquinas «Mutoscope» en 1900 y registrada en 1903, Sherlock Holmes Baffled dura solo 30 segundos. No se conoce el nombre de los actores. Considerada durante años una película perdida, fue redescubierta en 1968 con sus fotogramas impresos en papel en la Biblioteca del Congreso de los Estados Unidos.

## Argumento
Tras el título, un ladrón con el rostro cubierto introduce en una gran bolsa los objetos que hay encima de una mesa. Sherlock Holmes entra en el salón y descubre al intruso, pero al enfrentarse al ladrón éste desaparece. Holmes inicialmente intenta ignorar el hecho sentándose y encendiendo un cigarrillo, pero el ladrón vuelve a aparecer y el detective intenta hacerse con el saco de objetos robados. Saca una pistola del bolsillo de su albornoz y dispara al intruso, que vuelve a desaparecer indemne. Cuando Holmes logra hacerse con los objetos robados, la bolsa desaparece de sus manos y vuelve a las del ladrón, que desaparece inmediatamente a través de una ventana. En este momento la película termina abruptamente mostrando a Holmes con evidente expresión de perplejidad.

## Producción

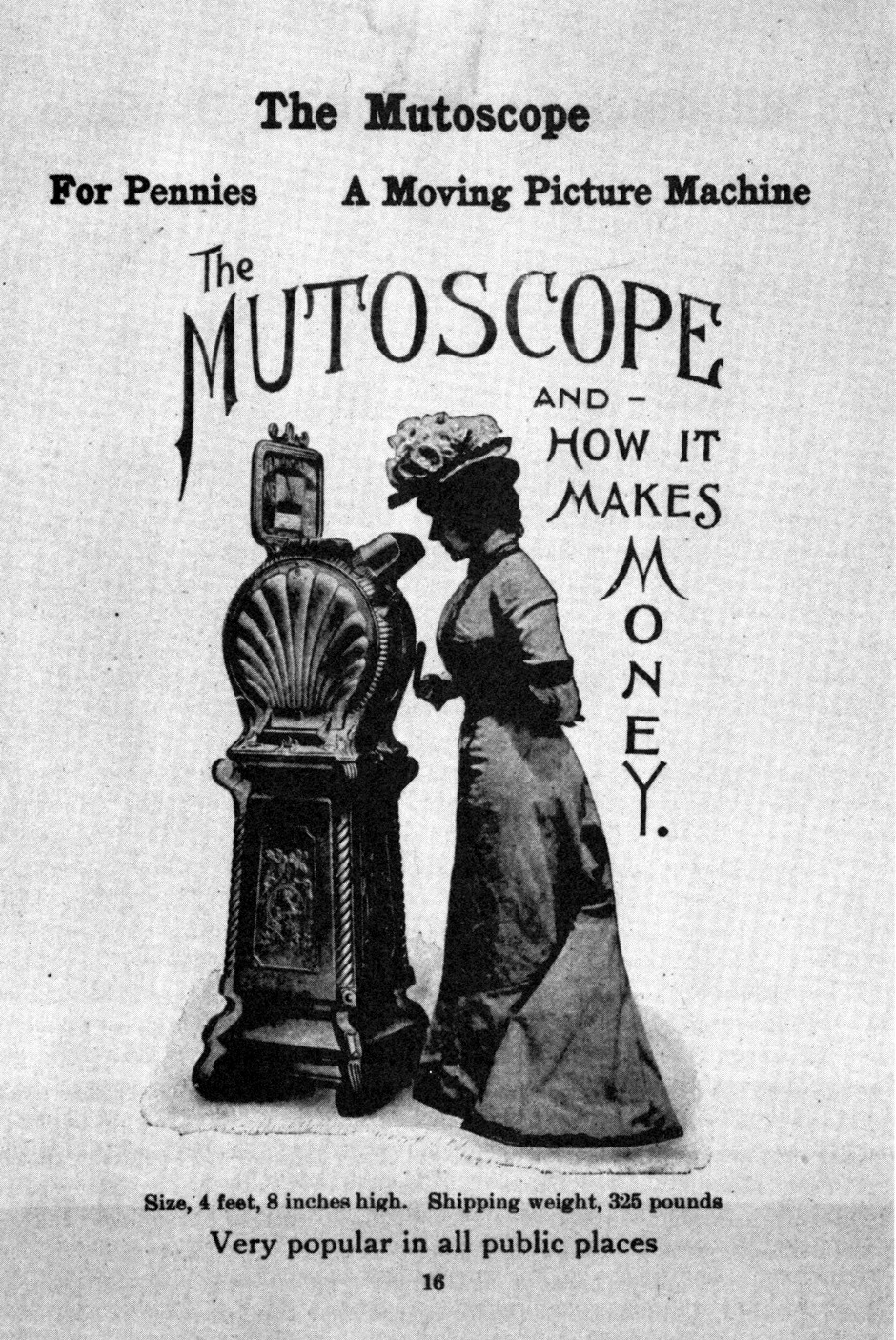
Anuncio de 1899 del Mutoscopio.

La película fue producida por la American Mutoscope and Biograph Company, conocida como Biograph, con la intención de ser reproducida en un Mutoscopio, un dispositivo cinematográfico arcaico, patentado por Herman Casler en 1894. Como el quinetoscopio de Thomas Edison, el Mutoscopio no se proyectaba en una pantalla y las imágenes solo podían ser vistas por una persona a la vez. Más barato y simple que el invento de Edison, el sistema del Mutoscopio rápidamente dominó el mercado de películas Peep Show, incorporadas a máquinas que podían activarse con monedas.
El Mutoscopio funcionaba con el mismo principio que un folioscopio, con imágenes individuales impresas en tarjetas flexibles unidas a una estructura circular que podía ser girado con las manos. Las tarjetas eran iluminadas por una serie de bombillas situadas dentro de la máquina, un sistema desarrollado por el hermano de Arthur Marvin, Henry, uno de los fundadores de la compañía Biograph. Las primeras máquinas dependían de la luz natural reflejada.
Para evitar violar las patentes de Edison, las cámaras Biograph de 1895 a 1902 usaban un formato grande de película, con 60 milímetros de ancho, con un área de imagen de 2 × 2½ pulgadas, cuatro veces mayor que la película de 35 mm de Edison. Las películas Biograph no estaban perforadas, sino que la propia cámara agujereaba cada lado de la tarjeta según eran expuestas a una velocidad de 30 imágenes por segundo. Sherlock Holmes Baffled mide 86,56 metros de largo, con un total de 30 segundos de duración (aunque este tiempo, en la práctica, podía variar ya que la velocidad de exposición dependía de la acción manual del usuario).
El director de Sherlock Holmes Baffled fue Arthur W. Marvin (mayo de 1859 - 18 de enero de 1911), un camarógrafo contratado por Biograph que rodó cerca de 418 películas entre 1897 y 1911, especialmente vodeviles. Después fue conocido por trabajar como cámara para las primeras películas mudas de D. W. Griffith. No se conoce el nombre de los actores que interpretan a Holmes y al ladrón.
Las películas producidas por Biograph hasta 1903 eran principalmente reales, documentales en los que se grababa a personas, lugares y eventos reales, pero Sherlock Holmes Baffled es uno de los escasos ejemplos de películas narrativas y cómicas producidas en el estudio de la compañía en Broadway, Nueva York. De acuerdo con Sherlock Holmes Handbook, de Christopher Redmond, la película se rodó el 26 de abril de 1900. Julie McKuras afirma que fue estrenada en mayo del mismo año, pero, a pesar de estar en circulación, no fue registrada hasta el 24 de febrero de 1903, fecha consignada en la tarjeta de derechos de autor de la película. Algunos autores datan la película en 1905, debido probablemente a la confusión con otra grabación, Adventures of Sherlock Holmes; or, Held for Ransom, producida por Vitagraph en ese año.

## Redescubrimiento
La película se consideró perdida durante años hasta que Michael Pointer, un historiador de las películas de Sherlock Holmes, identificó una copia en papel en 1968 en el archivo de la Biblioteca del Congreso de los Estados Unidos. Ya que las películas no entraron en las leyes de derechos de autor hasta 1912, las copias en papel eran enviadas a la Biblioteca por los estudios para registrar sus obras. Estas copias se fabricaban usando papel de alta sensibilidad de la misma anchura y longitud que la propia película, formando una colección de imágenes fijas, método empleado tanto por la Edison Company como por Biograph. La grabación permaneció durante años custodiada en la Biblioteca como una película de 16 mm.

## Análisis
El argumento de Sherlock Holmes Baffled no tiene ninguna relación con cualquiera de las historias recogidas en el llamado «Canon holmesiano» de Arthur Conan Doyle y parece que el nombre se usó exclusivamente por su popularidad. Rodada desde el mismo punto de vista de un escenario, la intención de la película era probablemente servir como ejemplo de trucos cinematográficos y efectos especiales, particularmente el stop trick descubierto por el director francés Georges Méliès cuatro años antes, en 1896.
Marcó el inicio de la tendencia de los primeros directores de cine de mostrar al protagonista en situaciones cómicas, en este caso alguien que recuerda a Holmes queda «perplejo» y superado por un ladrón, al contrario de la situación habitual en las historias literarias, donde el detective siempre demuestra su habilidad. William K. Everson, en su libro The Detective in Film, destaca que en Sherlock Holmes Baffled, al igual que otras películas mudas de trama detectivesca, «[se enfrentan] a la dificultad de no poder conducir un interrogatorio prolongado o una serie de deducciones orales... el énfasis se pone entonces en la acción física, no en los descubrimientos de sabueso de la literatura». La primera adaptación fiel y seria del personaje de Conan Doyle fue la película de William Gillette Sherlock Holmes, estrenada en 1916. Michael Pointer ha sugerido que la apariencia y vestido del actor anónimo en Sherlock Holmes Baffled eran una imitación de la interpretación de Gillette en la obra de teatro Sherlock Holmes, que debutó en el Teatro Garrick de Broadway el 6 de noviembre de 1899.
En el artículo original sobre el redescubrimiento, Michael Pointer afirma que «se trata de una película de trucos antigua claramente producida para ser vista en un Mutoscopio u otra máquina de peep show. Aunque es una pieza pequeña y casi trivial, es histórica, ya que se trata del primer uso conocido del personaje de Sherlock Holmes en una película». Por extensión, es también la primera película de detectives jamás rodada, inicio de las abundantes adaptaciones del personaje de Conan Doyle en la historia del cine.